# David Rigert
David Adamovič Rigert (rusky Давид Ада́мович Ри́герт, * 12. března 1947 Nagornoje) je bývalý sovětský vzpěrač.
Pochází z rodiny Ruských Němců, která byla za druhé světové války nuceně vysídlena do Kokčetauské oblasti v Kazachstánu. V šedesátých letech jim bylo dovoleno usadit se na Kubáni. David Rigert se původně věnoval boxu a atletice, na vzpírání se zaměřil během vojenské služby a po jejím ukončení začal trénovat v Šachtách pod vedením Rudolfa Pljukfeldera.
Během své kariéry vytvořil 68 světových rekordů. Jeho osobní rekord v olympijském dvojboji byl 407,5 kg. Získal zlatou medaili na Letních olympijských hrách 1976 ve váhové kategorii do 90 kg. Startoval také na olympijských hrách v letech 1972 a 1980, v obou případech však nezaznamenal žádný platný pokus. Je šestinásobným mistrem světa (do 90 kg v letech 1971, 1973, 1974, 1975 a 1976 a do 100 kg v roce 1978) a devítinásobným mistrem Evropy (do 90 kg v letech 1971, 1972, 1973, 1974, 1975, 1976 a 1978 a do 100 kg v letech 1979 a 1980).
Vystudoval Moskevský institut fyzické kultury a po ukončení aktivní kariéry se stal trenérem, na LOH 2004 vedl ruskou vzpěračskou reprezentaci. Účastnil se také vzpěračských soutěží veteránů. Kromě toho podnikal v zemědělství, vyráběl činky a založil vlastní vzpěračskou akademii. Je radním města Taganrogu za stranu Jednotné Rusko. Obdržel Řád přátelství a byl jmenován do Síně slávy světového vzpírání.